# Rio Câlneş
O Rio Câlneş é um rio da Romênia, afluente do Rio Bistriţa, localizado no distrito de Neamţ.